# Büffelkopfwürger
Der Büffelkopfwürger, häufig auch Japanischer Würger (Lanius bucephalus) ist ein Vertreter der Gattung Lanius innerhalb der Familie der Würger (Laniidae). Die mittelgroße Art kommt in einem verhältnismäßig kleinen Gebiet in Ostsibirien sowie in Japan vor. Die Festlandpopulationen sind weitgehend Zugvögel, deren Überwinterungsgebiete vor allem in Südchina liegen. Außer der Nominatform wird eine zweite Unterart anerkannt, über deren Verbreitung jedoch nur sehr wenig bekannt ist.

## Merkmale

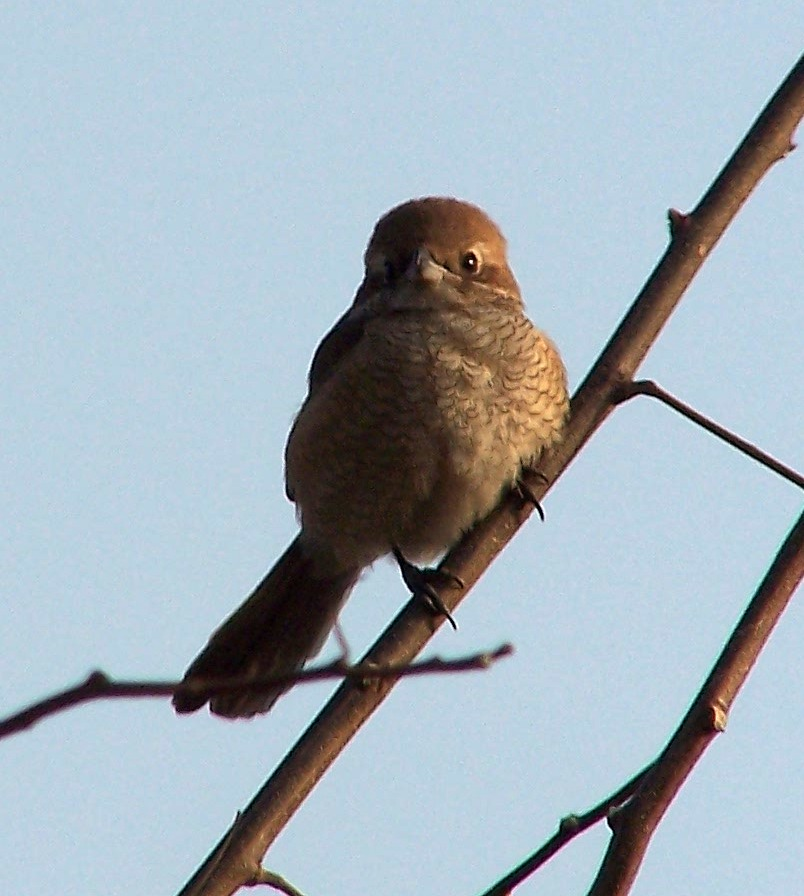
Büffelkopfwürger, Weibchen

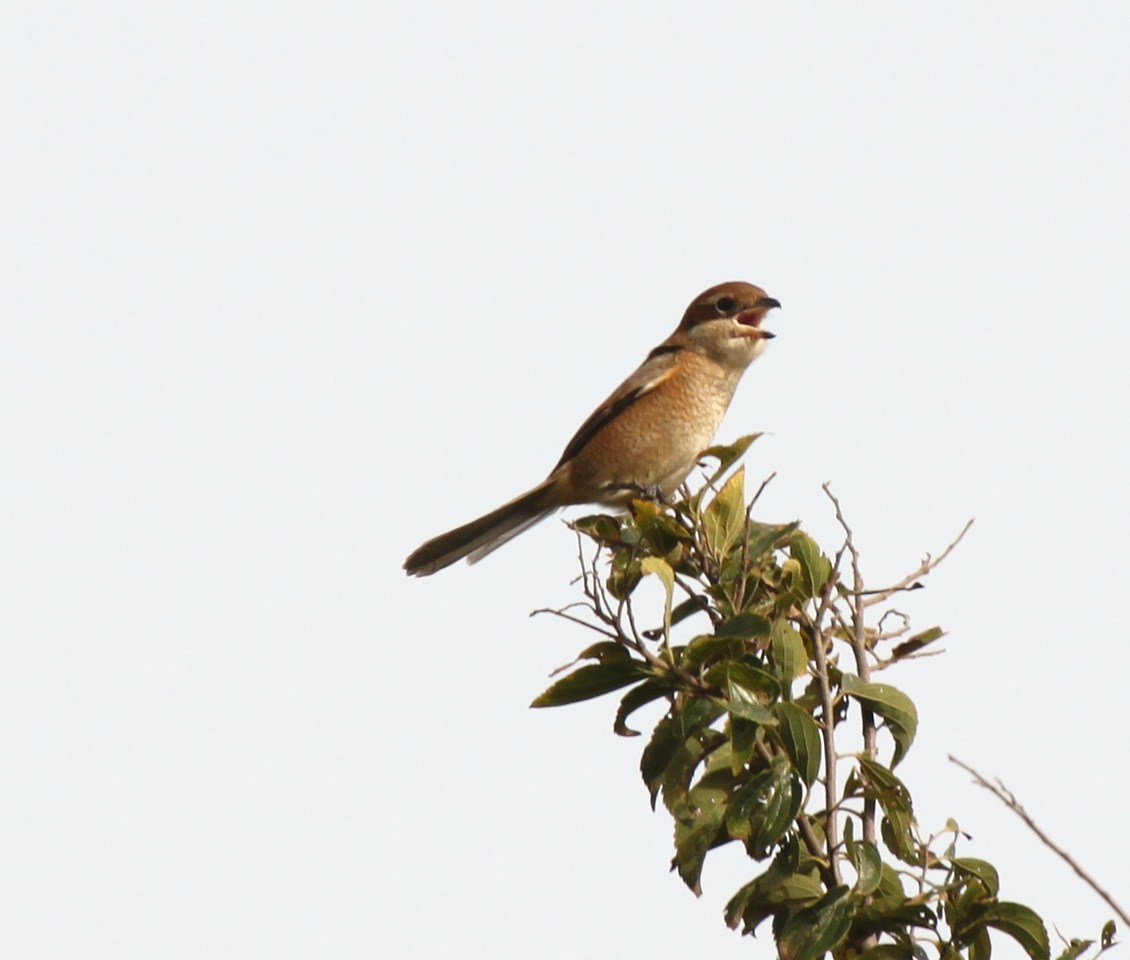
Vermutlich diesjähriges Männchen

Der Büffelkopfwürger ist mit einer Gesamtlänge von 20 Zentimetern etwas größer als ein Neuntöter und mit durchschnittlich 50 Gramm Gewicht wesentlich schwerer als dieser. Männchen sind kompakte, großköpfige, auffallend bunt wirkende Würger, Weibchen sind wesentlich unscheinbarer.
Stirn, Scheitel und Nacken sind rötlichbraun, der Rücken ist mausgrau. Die Kehle ist sehr hell, manchmal fast weiß. Diese helle Färbung verläuft abdunkelnd und ins Beigebraune übergehend bis zum Steiß. Die Flanken sind hell, oft intensiv, rötlich- bis orangebraun und ansatzweise dunkel gewellt. Vom massiven, schwarzbraunen Würgerschnabel verläuft eine schwarze, sich verbreiternde Gesichtsmaske zum Nacken; sie ist auf der Oberseite fein weiß gerandet. Die braunschwarzen Augen sind nicht zur Gänze von ihr bedeckt. Die Flügel sind schwarzbraun, ebenso die großen Flügeldecken. Die Armschwingen und die Flügeldecken sind recht auffallend hellbraun gerandet. Die weißen Basen der Handschwingen sind beim sitzenden Vogel als kleines weißes Flügelfenster sichtbar, beim fliegenden in der Obersicht als deutliche sichelförmige weiße Zeichnung. Der abgestufte Schwanz ist an der Basis rötlichbraun, im weiteren Verlauf grauschwarz. Auf den äußeren Steuerfedern befinden sich einige weiße Tupfer. Beine und Zehen sind grauschwarz.
Die Geschlechter unterscheiden sich in der Größe und im Gewicht nicht, deutlich jedoch in der Gefiederfärbung. Weibchen sind insgesamt blasser gefärbt, die grauen Gefiederanteile auf Rücken und Schultern fehlen. Außerdem weisen Weibchen keine schwarze Gesichtsmaske und keinen weißen Flügelspiegel auf. Die Flanken sowie der Bauch sind intensiv dunkel gewellt und gebändert. Bei älteren Weibchen verblasst die auffällige Bänderung etwas, ihr Gefieder wird kontrastreicher und ähnelt dann stärker dem der Männchen.
Jungvögel ähneln jüngeren Weibchen, sind aber insgesamt dunkler gefärbt als diese. Sie sind sowohl im Kopf-, Nacken- und Rückenbereich sowie auf der gesamten Unterseite intensiv dunkel gewellt. Der rötlichbraune Schwanz weist eine deutliche schwarze Subterminalbinde auf. Bei männlichen Jungvögeln ist das weiße Flügelfenster bereits ausgebildet.
Büffelkopfwürger fliegen geradlinig mit sehr schnellen Flügelschlägen. Der Streckenflug ist leicht bogenförmig.

### Stimme
Der Gesang ist ein würgertypisches anhaltendes Schwatzen. Die arttypischen Laute sind gepresst und rau, tscha und tschuck-Elemente sind häufig zu hören. Daneben sind aber auch melodiöse Passagen und reine Pfeiftöne wahrzunehmen. Wie die meisten Würger imitieren auch Büffelkopfwürger Umgebungsgeräusche, Zikadenzirpen und Vogelstimmen, was im Japanischen wohl zur Bezeichnung Vogel mit den hundert Zungen geführt haben dürfte. Besonders häufig werden Gesangselemente des Dickschnabelsängers verwendet. Daneben verfügt der Büffelkopfwürger über eine Reihe rauer und krächzender Rufe.

### Verwechslungsmöglichkeiten
Adulte Männchen des im gleichen Verbreitungsgebietes vorkommenden Rotschwanzwürgers (Lanius cristatus) ähneln dem Büffelkopfwürger stark; sie sind jedoch geringfügig kleiner, vor allem auch weniger massig, und am Rücken nicht grau, sondern rötlichbraun gefärbt. Der Schwanz des Rotschwanzwürgers ist nicht grauschwarz, sondern rötlichbraun, der weiße Flügelspiegel ist nur undeutlich sichtbar oder fehlt völlig. Weibchen und Jungvögel der beiden Arten sind feldornithologisch kaum zu unterscheiden. Beide Geschlechter des sympatrisch vorkommenden Tigerwürgers (Lanius tigrinus) sind am mausgrauen Kopf und Nacken leicht zu bestimmen.

## Verbreitung und Lebensraum

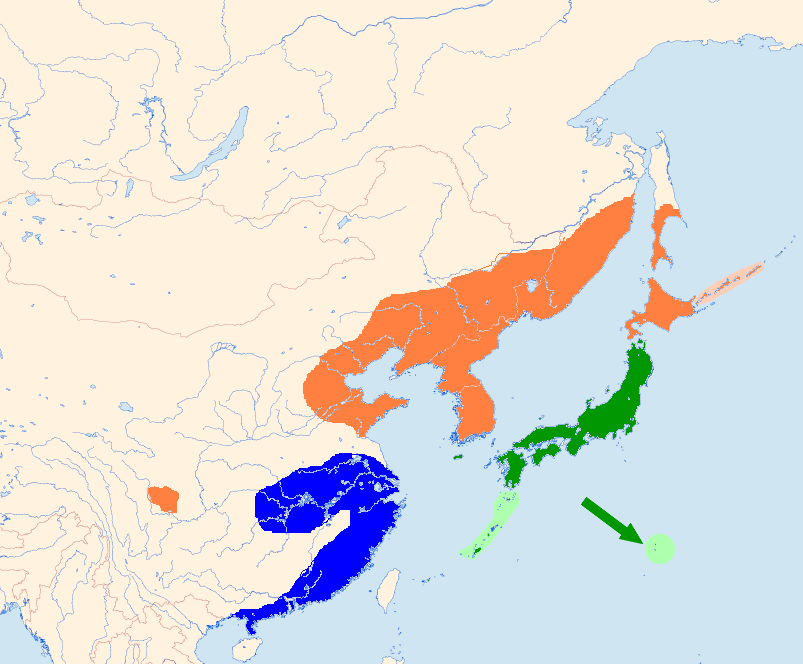
Verbreitung des Büffelkopfwürgers
Brutgebiete (orange), Jahresvogel (grün) Überwinterungsgebiete (blau)

Der Büffelkopfwürger ist auf dem ostasiatischen Festland Brutvogel des Primorje-Gebietes und des nordöstlichen China bis etwa 50° Nord. Nach Süden schließt sein Verbreitungsgebiet die Koreanische Halbinsel sowie den Küstenbereich und das Hinterland von Liaoning ein. Die Existenz und Verbreitung einer isolierten Population in Gansu ist nicht restlos geklärt. Zusätzlich sind die meisten Inseln der Südlichen Kurilen, die Südhälfte Sachalins sowie die großen japanischen Inseln besiedelt; auch auf vielen kleinen Inseln südlich der japanischen Hauptinseln brütet die Art. Die südöstlichsten Brutplätze liegen auf den etwa 1000 Kilometer von Honshū entfernten Ogasawara-Inseln. Weite Teile dieses Verbreitungsgebietes teilt der Büffelkopfwürger mit dem Tigerwürger und dem Rotschwanzwürger, ohne dass bisher Mischbruten bekannt geworden wären.
Wie alle Arten der Gattung Lanius bewohnt auch der Büffelkopfwürger offene, mit Büschen und einzelnen Bäumen bestandene Landschaften. Er dringt jedoch auch in geschlossene Wälder vor, wenn er dort große, offene, etwa durch Rodung oder Waldbrände entstandene Freiflächen vorfindet. Er kommt in größeren Gärten und Parks vor und brütet häufig in lockeren flussbegleitenden Gehölzen. Büffelkopfwürger sind vor allem Brutvögel der Niederungen und Küstenebenen, kommen jedoch in den Japanischen Alpen bis über 2700 Metern vor; auch aus Südchina sind Brutplätze aus solchen Höhenlagen bekannt.
Im Winterquartier besiedeln Büffelkopfwürger ähnliche Habitate wie zur Brutzeit, sind jedoch in dieser Zeit verstärkt in Gärten und Parks, in Bambushainen sowie in Riedflächen anzutreffen.
Büffelkopfwürger sind sowohl zur Brutzeit als auch außerhalb dieser territorial. Zu den Reviergrößen liegen nur wenige Angaben vor. In Zentraljapan wurde in günstigen Gebieten etwa ein Paar pro Hektar gezählt. Die Brutdichten scheinen jedoch von Jahr zu Jahr sehr großen Schwankungen zu unterliegen.

### Wanderungen
Die meisten Populationen des Festlandes sowie die auf Sachalin, den Kurilen und Hokkaido brütenden Büffelkopfwürger sind Zugvögel mit Überwinterungsgebieten auf den südlicheren Japanischen Inseln sowie in Südchina bis Guangdong. Allerdings verbleiben von diesen auch einige im Brutgebiet oder unternehmen nur kleinräumige vertikale Wanderungen. Die meisten verlassen die Brutreviere zwischen Mitte August und Mitte September und kehren Anfang April wieder dorthin zurück. Büffelkopfwürger ziehen nachts.

## Nahrung und Nahrungserwerb

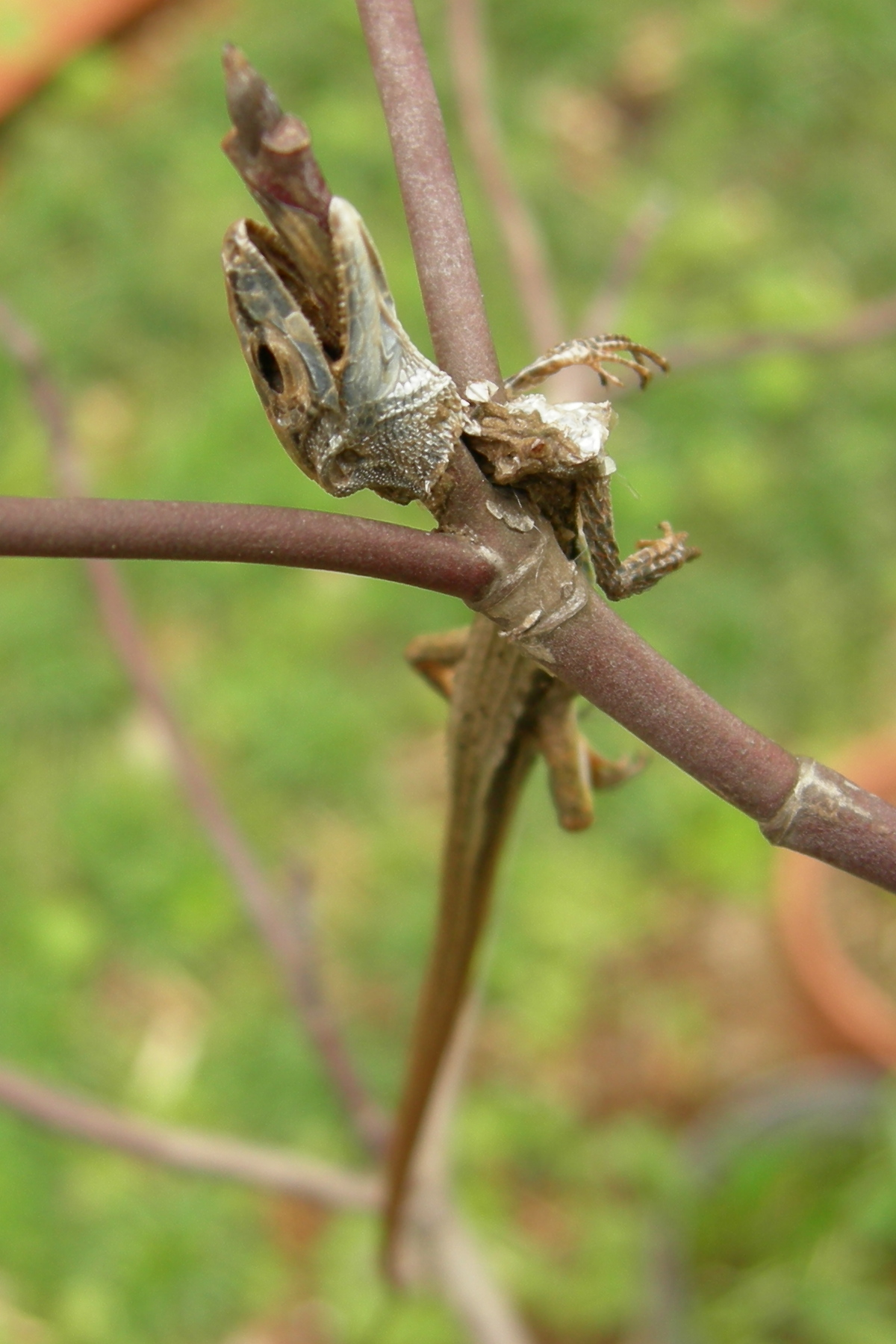
Spießplatz eines Würgers in Japan

Die Nahrung des Büffelkopfwürgers besteht vornehmlich aus Insekten. Daneben erbeutet er auch Wirbeltiere und Wirbellose wie Spinnen, Würmer und Tausendfüßer. Die Zusammensetzung der Insektenbeute ist vielfältig und hängt vom herrschenden Angebot ab; größere Beutetiere werden bevorzugt. Käfer, Singzikaden und Grillen überwiegen meistens, daneben spielen aber Schmetterlinge und Schmetterlingsraupen, Ameisen, Bienen und Wespen sowie Fliegen eine nicht unwesentliche Rolle. An Wirbeltieren erbeutet er Kleinvögel und Vogeljunge, Mäuse, Spitzmäuse und Wühlmäuse sowie Eidechsen, Frösche und gelegentlich auch Fische.
Der Büffelkopfwürger ist Ansitzjäger. Er erspäht seine Beute von einer Warte und schlägt sie nach einem kurzen und weitgehend lautlosen Gleitflug auf dem Boden. Kleinere Beutetiere werden sofort verschluckt, größere zu einem Fressplatz gebracht und dort für den Verzehr vorbereitet. Rotkopfwürger spießen sowohl größere Insekten als auch Wirbeltiere in Dornhecken auf oder klemmen sie in Zweiggabelungen ein. Auf diese Art werden während des gesamten Jahres Vorräte angelegt.

## Territoriales und antagonistisches Verhalten
Büffelkopfwürger beanspruchen und verteidigen während des gesamten Jahres unterschiedlich große Territorien, die aus dem Nestträger, einigen Warten und dem dazwischen liegenden Jagdgebiet bestehen. Die nicht ziehenden Männchen verbleiben während des gesamten Jahres in ihrem Bereich, das während der Brutzeit zum Territorium des Brutpaares wird; Weibchen besetzen außerhalb der Brutzeit eigene Reviere, die an das Brutterritorium angrenzen, sich aber auch in einiger Entfernung von diesem befinden können. Grenzen die Reviere aneinander, werden sie zur Brutzeit meist weitgehend vereinigt. Wenn das Paar zwei Mal brütet, bestehen die Paarterritorien für etwa 150 Tage im Jahr. Die ziehenden Populationen besetzen im Winterquartier wieder eigene Reviere. Diese werden gegenüber Artgenossen und anderen Würgerarten energisch verteidigt. Meist fliegt der Büffelkopfwürger Eindringlingen bodennah entgegen und greift sie, wenn sie nicht sofort den Rückzug antreten, direkt an. Während der Brutzeit ist der Büffelkopfwürger auch gegenüber anderen Vogelarten, vor allem gegenüber Krähen und Drosseln sehr aggressiv.

## Brutverhalten
Büffelkopfwürger werden am Ende ihres ersten Lebensjahres geschlechtsreif; die meisten Weibchen brüten auch erstmals in diesem Alter, einjährige Männchen bleiben hingegen öfters unverpaart. Bis auf die nördlichsten Populationen brütet die Art zwei Mal im Jahr. Früh verloren gegangene Gelege werden selbst bei Zweitbruten ersetzt, sodass noch Ende Juli frische Gelege gefunden wurden. Büffelkopfwürger führen eine weitgehend monogame Saisonpartnerschaft, in der Außer-Paar-Kopulationen allerdings nicht ganz selten sein dürften. Wiederverpaarungen letztjähriger Partner sind mit bis zu 30 Prozent relativ häufig.

### Balz und Nestbau
Dort, wo die Art Standvogel ist, beginnt die Balz bereits im Spätwinter. Die ziehenden Büffelkopfwürger balzen ab Anfang April, viele kehren jedoch bereits angepaart ins Brutgebiet zurück, sodass die Balz bei diesen recht unauffällig verlaufen kann. Wie bei den meisten Arten der Gattung Lanius sind der langsame Revierflug des Männchens, der von exponierten Warten aus vorgetragene Gesang sowie Balzfüttern und Zeigen eines günstigen Neststandortes die wichtigsten Balzelemente. Das Nest wird hauptsächlich vom Weibchen in etwa 4–6 Tagen gebaut; die Beteiligung der Männchen ist individuell verschieden, meist aber gering. Nestträger sind Büsche oder Bäume unterschiedlicher Art; im Primorje-Gebiet wird es häufig in Wildapfelbäumen angelegt. Oft liegt es auch in Bambusdickichten oder weitgehend undurchdringlichen Dornengestrüpp. Die Nester können nur wenige Zentimeter über dem Boden, aber auch in Höhen bis 4,5 Meter errichtet werden. Das Nest selbst ist ein massiver, dickwandiger Napf, der aus trockenen Stängeln, von solchen losgerissenen Baststreifen und Halmen errichtet wird. Innen wird es mit weichen Materialien wie Federn, Pflanzen- und Tierwolle und Holzspänen ausgelegt. Der Nestdurchmesser kann bis zu 160 Millimeter betragen.

### Gelege und Brut
Die Legeperiode der Standvögel beginnt Ende Februar, die der ziehenden Populationen frühestens Ende der ersten Aprildekade. Das Gelege besteht aus 4–7 auf weißgelblichem, gelegentlich aber auch auf grünlichem oder rosa getöntem Grund am stumpfen Ende mit grauen und braunen Flecken getupften Eiern. Zweit- oder Nachgelege umfassen weniger Eier als Erstgelege, häufig nur zwei. Die Eier werden im Tagesabstand gelegt und ausschließlich vom Weibchen in etwa 15 Tagen erbrütet. Während dieser Zeit wird es vom Männchen mit Futter versorgt, verlässt aber zur Futtersuche und Defäkation auch selbst kurzfristig das Nest. Die Küken schlüpfen bei großen Gelegen im Abstand von bis zu zwei Tagen, sodass in den ersten Tagen der Nestlingszeit erhebliche Entwicklungsunterschiede bestehen können. Die Nestlinge tragen bereits nach 10 Tagen ein weitgehend vollständiges Jugendgefieder und sind nach durchschnittlich 14 Tagen flügge. Zu Beginn der Nestlingszeit bringt das Männchen allein die Nahrung ans Nest, wo es sie meist an das Weibchen übergibt, die Jungen aber auch selbst füttert. Wenn sich die Federfahnen der Küken öffnen und die Jungen nicht mehr ständig gehudert werden, verlässt auch das Weibchen für längere Zeit das Nest und beteiligt sich an der Futtersuche. Nach dem Ausfliegen verbleiben die Jungen noch bis zu vier Wochen in der Nestumgebung und werden dort auch noch einige Zeit von den Eltern gefüttert. Bei Erstbruten beginnt das Weibchen bald nach dem Ausfliegen der Jungvögel mit dem Bau des zweiten Nestes, sodass die Führung der Jungvögel fast ausschließlich dem Männchen obliegt.

## Systematik
Der Büffelkopfwürger ist eine der mindestens 26 Arten der Gattung Lanius. Ihre Vertreter sind in Afrika, Europa und Asien weit verbreitet. In Nordamerika kommen nur zwei Arten vor, in Südamerika und Australien ist die Gattung nicht vertreten. Die Radiation ging wahrscheinlich von Afrika aus, wo mit 11 Arten noch immer die größte Artenvielfalt herrscht. Auch Ostasien beherbergt mit zumindest 8 Arten eine beträchtliche Artenanzahl.
Innerhalb dieser Gattung ist der Büffelkopfwürger wahrscheinlich am nächsten mit dem Neuntöter (L. collurio), dem Isabellwürger (L. isabellinus) und den Schwesterarten  Schachwürger (Lanius schach) und Rotschwanzwürger (Lanius cristatus) verwandt.
Außer der im größten Teil des Verbreitungsgebietes vorkommenden Nominatform L. b. bucephalus Temminck & Schlegel, 1845 wird die Unterart L. b. sicarius Bangs & J. L. Peters, 1928 anerkannt, die im Westen der Provinz Gansu brütet. Das Rückengefieder dieser Unterart ist etwas dunkler grau, der Flügelspiegel ist sehr klein, häufig auch ganz verdeckt. Das Weibchengefieder ist noch auffälliger als das der Nominatform dunkel gewellt und gesperbert.

## Bestandssituation
Die IUCN listet den Büffelkopfwürger in keiner Gefährdungsstufe. Harris&Franklin bezeichnen die Art regional als häufig, sehen aber auch Bestandsrückgänge in einigen Gebieten, vor allem in zunehmend anthropogen gestalteten Landschaften auf Hokkaido. In Japan wird der Büffelkopfwürger häufig als Käfigvogel gehalten.
Nicht selten wird die Art vom Kuckuck (Cuculus canorus) und vom Hopfkuckuck (Cuculus saturatus) parasitiert.
Zur Lebenserwartung liegen keine belastbaren Quellen vor. Der älteste wiedergefundene Ringvogel war 2 Jahre und 7 Monate alt.